# 盧霍維齊
盧霍維齊（俄语：Лухови́цы）是俄羅斯莫斯科州東南部的一個城市。位於莫斯科東南135公里的奧卡河畔。2002年人口32,403人。
1594年首見於文獻。1920年代中期以前稱為盧霍維奇（Луховичи）。1957年設市。